# François Darlan
François Darlan (Nérac, 1881. augusztus 7. – Algír, 1942. december 24.) francia tengernagy, politikus, a Vichy-kormány 3. miniszterelnöke.

## Pályafutása
1901-ben végzett a Tengerészeti Akadémián és tengerész-hadnagyként szolgált a Távol-Keleten. Egy tengerészeti ütegen harcolt az első világháborúban parancsnoki beosztásban. 1925-től 1934-ig a tengerészeti minisztérium kabinetfőnöke, 1934 és 1936 között Brestben volt az atlanti hajóraj parancsnoka. Léon Blum a francia flotta admirálisává nevezte ki 1938-ban. 1940-ben Henri Philippe Pétain első kormányában, majd a Vichy-kormányban a kereskedelmi hajózás és a haditengerészet élére került. 1941. február 12-én vette át a távozó Pierre-Étienne Flandintől a Vichy-kormány vezetését. 1942 áprilisában át kellett adnia posztját Pierre Lavalnak. Algírba ment. Novemberben, a Torch hadművelet megindításakor Algírban működött. Ő írta alá az algíri fegyverszünetet, majd többnapi halogatás után fegyvernyugvást rendelt el a francia csapatok számára Észak-Afrikában. December 24-én Algírban egy pied-noir francia diákcsoport, Fernand Bonnier de La Chapelle vezetésével közvetlen közelről agyonlőtte. A rögtönítélő bíróság Bonnier-t halálra ítélte, kivégzését két nappal később végrehajtották, a többiek börtönbüntetést kaptak.

## Kapcsolódó szócikk
- Franciaország miniszterelnökeinek listája